# Paul Jordan (General)
Paul Jordan (* 13. September 1910 in Berlin; † 17. September 2000) war ein deutscher Offizier, zuletzt Generalmajor des Heeres der Bundeswehr.

## Leben
Jordan trat am 1. Januar 1930 in die Reichswehr ein und wurde am 1. August 1933 zum Leutnant befördert. Zum 1. Oktober 1935 wurde er Oberleutnant und Bataillonsadjutant im III. Bataillon/Infanterieregiment 1 und im August 1938 Kompaniechef der 1. Kompanie/Infanterieregiment 1, wo er am 1. April 1939 zum Hauptmann ernannt wurde. Von Januar 1940 bis Januar 1942 war er erster Ordonnanzoffizier des I. Armeekorps. In dieser Zeit besuchte er im vierten Quartal 1940 den 3. Generalstabslehrgang an der Kriegsakademie in Berlin. Anfang Januar 1942 wurde er zum Major im Generalstabsdienst (i. G.) ernannt und vierter Generalstabsoffizier (Id), zuständig für Ausbildung, im Armeeoberkommando 6. Am 30. Januar 1942 wurde er zum Generalstab kommandiert und zum 1. August 1942 dorthin versetzt. Vom 5. September bis 9. November 1942 war er aufgrund einer Verwundung in der Führerreserve. Am 10. November 1942 wurde er erster Generalstabsoffizier (Ia) des XXX. Armeekorps. Nachdem er im Oktober 1942 kurzzeitig in der Führerreserve im Oberkommando des Heeres (OKH) war, wurde er am 20. Oktober 1942 Ia der 290. Infanteriedivision, wo er am 1. August 1943 zum Oberstleutnant i. G. ernannt wurde. Ab 20. November 1944 war er erneut in der Führerreserve des OKH. Zum Kriegsende war er Chef des Stabes des V. Armeekorps.
Jordan trat 1955 in die Bundeswehr ein, war Stabsoffizier im III. Korps und von 1959 bis September 1962 Brigadekommandeur der Panzergrenadierbrigade 13 in Wetzlar, wo er am 28. Juni 1962 zum Brigadegeneral ernannt wurde. Anschließend wurde er bis September 1964 Chef des Stabes und stellvertretender Amtschef des Truppenamtes in Köln und war von Oktober 1964 bis September 1967 General Kampftruppen im Truppenamt in Köln, wo er am 26. März 1965 zum Generalmajor befördert wurde. In seiner letzten Verwendung war er von Oktober 1967 bis September 1968 Deutscher Beauftragter beim Oberbefehlshaber der französischen Streitkräfte in Deutschland in Baden-Baden. Ende September 1968 wurde er in den Ruhestand versetzt.
1968/69 wurde Jordan Militärberater in Taiwan und war als Nachfolger von Oskar Munzel von 1970 bis Ende 1972 Leiter der bundesdeutschen militärischen Beratergruppe in Taiwan. Sein Nachfolger wurde der ehemalige Brigadegeneral Kurt Egon Kauffmann.

## Auszeichnungen
- 7. September 1944: Deutsches Kreuz in Gold